# All You Need Is The Music
All You Need Is The Music, album av Neil Sedaka, utgivet 1978 på skivbolaget Polydor och det är producerat av Neil Sedaka och Artie Butler.
LP:n har inte (2007) återutgivits på CD.

## Låtlista
1. All You Need Is The Music (Neil Sedaka/Howard Greenfield)
2. Candy Kisses (Neil Sedaka/Phil Cody)
3. Should've Never Let Her Go (Neil Sedaka/Phil Cody)
4. Sad, Sad Story (Neil Sedaka/Howard Greenfield)
5. Tillie The Twirler (Neil Sedaka/Howard Greenfield)
6. Love Keeps Getting Stronger Every Day (Neil Sedaka/Howard Greenfield)
7. Born To Be Bad (Neil Sedaka/Phil Cody)
8. What A Surprise (Neil Sedaka/Phil Cody)
9. You Can Hear The Love (Neil Sedaka/Phil Cody)
10. City Boy (Neil Sedaka/Howard Greenfield)